# Charles Laughton
Charles Laughton (Scarborough (VK), 1 juli 1899 - Hollywood (VS), 15 december 1962) was een Engels acteur en regisseur, die ook in Hollywood furore maakte.
Laughton was de zoon van Robert Laughton en Elizabeth Conlon. Hij volgde zijn opleiding aan de Royal Academy of Dramatic Art in Stonyhurst, en ontving daar een onderscheiding. Vanaf 1926 stond hij op de planken, om in 1937 tezamen met Erich Pommer een filmbedrijf op te richten: Mayflower Pictures Corp.. In 1950 werd Laughton Amerikaans staatsburger. Vijf jaar later regisseerde hij een film, The Night of the Hunter, waarin hij zelf niet speelde. De hoofdrollen waren voor Robert Mitchum, Shelley Winters en Lillian Gish. Het zou zijn eerste en enige zelf regisseerde film blijven.
Laughton was van 1929 tot zijn dood getrouwd met de actrice Elsa Lanchester.

## Filmografie (selectie)
- 1931 - Down River (Peter Godfrey)
- 1932 - The Old Dark House (James Whale)
- 1932 - If I Had a Million (Ernst Lubitsch, Norman Taurog en anderen)
- 1932 - The Sign of the Cross Cecil B. DeMille - als keizer Nero
- 1932 - Island of Lost Souls (Erle C. Kenton)
- 1934 - The Barretts of Wimpole Street (Sidney Franklin)
- 1933 - The Private Life of Henry VIII (Alexander Korda) - als koning Hendrik VIII
- 1935 - Ruggles of Red Gap (Leo McCarey)
- 1935 - Les Misérables (Richard Boleslawski)
- 1935 - Mutiny on the Bounty (Frank Lloyd) - als Captain Bligh
- 1936 - Rembrandt (Alexander Korda) - als Rembrandt van Rijn
- 1937 - I, Claudius (Josef von Sternberg)- als keizer Claudius
- 1939 - Jamaica Inn (Alfred Hitchcock)
- 1939 - The Hunchback of Notre Dame (William Dieterle) - als Quasimodo
- 1942 - The Tuttles of Tahiti (Charles Vidor)
- 1942 - Tales of Manhattan (Julien Duvivier)
- 1942 - Stand by for Action (Robert Z. Leonard)
- 1943 - This Land Is Mine (Jean Renoir)
- 1943 - The Man from Down Under (Robert Z. Leonard)
- 1944 - The Canterville Ghost (Jules Dassin)
- 1944 - The Suspect (Robert Siodmak)
- 1945 - Captain Kidd (Rowland V. Lee) - als Kapitein William Kidd
- 1947 - The Paradine Case (Alfred Hitchcock)
- 1948 - Arch of Triumph (Lewis Milestone)
- 1948 - The Big Clock (John Farrow)
- 1949 - The Bribe (Robert Z. Leonard)
- 1950 - The Man on the Eiffel Tower (Burgess Meredith) - als inspecteur Jules Maigret
- 1953 - Salome (William Dieterle) - als tetrarch Herodes Antipas
- 1954 - Hobson's Choice (David Lean)
- 1957 - Rembrandt (Alexander Korda)
- 1957 - Witness for the Prosecution (Billy Wilder)
- 1960 - Spartacus (Stanley Kubrick) - als Sempronius Gracchus
- 1962 - Advise and Consent (Otto Preminger)

## Citaat
- Een van Laughtons citaten: I have a face like the behind of an elephant (Ik heb een gezicht als het achterste van een olifant)